# گاستون وارینگی‌ین

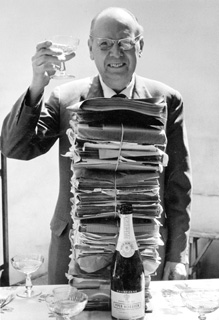
گاستون وارینگی‌ین، زبان‌شناس و فرهنگ‌نویس

گاستون وارینگی‌ین (به فرانسوی: Gaston Waringhien) (زادهٔ ۲۰ ژوئیه ۱۹۰۱ در لیل و درگذشتهٔ ۲۰ دسامبر ۱۹۹۱ در پاریس)، زبان‌شناس، فرهنگ‌نویس، و اسپرانتودان برجستهٔ فرانسوی بود. وی مؤلف اصلی مهم‌ترین واژه‌نامه‌ی جامع و مصور اسپرانتو (به اسپرانتو: Plena Ilustrita Vortaro de Esperanto) که در دنیای اسپرانتو به «پیو» (به اسپرانتو: PIV) معروف است، و رئیس آکادمی اسپرانتو از سال ۱۹۶۳ تا سال ۱۹۷۹ نیز بود.

## برخی از آثار دیگر پروفسور وارینگی‌ین
- زبان و زندگی (به اسپرانتو: Lingvo kaj vivo)، مجموعه مقالات، ۱۹۶۹
- ما و آن (به اسپرانتو: Ni kaj ĝi) مجموعه مقالات، ۱۹۷۲
- و الباقی (به اسپرانتو: kaj la sekvo) مجموعه مقالات، ۱۹۸۰
- و بقیه - فقط ادبیات (به اسپرانتو: Kaj la ceter' - nur literaturo) مجموعه مقالات، ۱۹۸۳
- با نیم‌صدا (به اسپرانتو: Duonvoĉe) مجموعه شعر، ۱۹۳۹ و ۱۹۶۳

## پروفسور وارینگی‌ین، فارسی و خیام
پروفسور وارینگی‌ین برای خواندن رباعیات خیام به زبان اصلی آن، زبان فارسی را فراگرفت و سپس بسیاری از رباعی‌های خیام را مستقیماً از زبان فارسی به اسپرانتو ترجمه کرد و همان‌گونه که آرماند رابین (Armand Robin) ابراز داشته است، ترجمهٔ وارینگی‌یِن «وفادارترین ترجمهٔ عمر خیام است».
رتو روستی در شعری زیبا از پروفسور وارینگی‌ین به‌خاطر ترجمهٔ استادانه‌اش از رباعیات خیام، تقدیر کرده است. برای نشان دادن و درک استادیِ پروفسور گاستون وارینگی‌یِن در ترجمهٔ ریاعیات خیام، در این‌جا تنها به نقل یکی از رباعی‌های ترجمه‌شده توسط او اکتفا می‌شود تا ملاحظه شود که وی با چه چیره‌دستی‌ای از پسِ ترجمان و انتقال بار معنایی و قالبِ شعریِ یکی از دشوارترین رباعیات خیام برای ترجمه - که همراه با صنعتِ شعریِ بسیار ظریف و زیبایی است - برآمده است. اصلِ رباعیِ مشهور خیام چنین است:
آن قصر که بهرام در او جام گرفت،
آهو بچه کرد و روبه آرام گرفت.
بهرام که گور می‌گرفتی همه عمر،
دیدی که چگونه گور بهرام گرفت!
همان‌طور که می‌دانیم، خیام در این رباعی با زیبائیِ تمام از آرایهٔ ادبیِ جِناس بهره گرفته است. واژهٔ «گور» در دو مصرع سوم و چهارم این رباعی به دو معنای کاملاً متفاوت به‌کار رفته است: «گورخر» و «قبر». با توجه به این‌که در زبان اسپرانتو برای معنیِ نخست، کلمهٔ Zebro و برای معنیِ دوم، لغتِ Tombo وجود دارد، باید دید که وارینگی‌یِن چگونه موفق به ترجمهٔ این رباعی و ترجمان این صنعت‌شعری (جناس) به زبان اسپرانتو شده است:
La halon, kie Bahram gajigis sin per vin’,
Nuntempe loĝas sole gazelo kaj vulpin’;
Kaj Bahram, kiu laze kaptadis la ĉaminojn,
– jen vidu: l’ aĉa mino de l’ mort’ jam kaptis lin!
سرسرایی که بهرام در آن خود را با شراب شادمان می‌ساخت،
حال فقط مأوایِ غزال و ماده‌روباه شدست.
و بهرام، که همیشه با کمند به شکار شوکا می‌پرداخت،
– حال ببین: مَغاک ملال‌آورِ مرگ او را شکارِ خود ساخته است!
همان‌گونه که مشاهده می‌شود، واژهٔ La ĉamino و ترکیبِ L’ aĉa mino که از نظر آوایی یکسان‌اند، دارای دو ساختار و مفهوم متفاوت «شوکا» (بُز کوهی) و «مَغاک (نقبِ) ملال‌آور» است.